# Giovanni Fausti
P. Giovanni Fausti SJ (* 19. Oktober 1899 in Brozzo bei Brescia; † 4. März 1946 in Shkodra) war ein italienischer Jesuitenpater, der als Missionar nach Albanien gesandt und dort um seines Glaubens willen verhaftet und hingerichtet wurde. Er gehört zu den Achtunddreißig Märtyrern von Albanien.

## Leben
Giovanni Fausti wurde als ältestes von zwölf Kindern seiner Eltern Paulo Antonio Fausti und Maria Sigolini geboren. Die angesehene italienische Familie war im Glauben fest verwurzelt; von den Eltern wird berichtet, dass sie keinen Bettler abgewiesen hätten.
In der Schule zählte er zu den besten Schülern seiner Klasse. Während der Schulzeit erwuchs eine Freundschaft mit Giovanni Battista Montini, dem späteren Papst Paul VI. Giovanni Fausti zeichnete sich durch große Frömmigkeit aus, so dass sein Onkel Umberto Sigoline früh in ihm den zukünftigen Priester sah. Im Anschluss an die Schule besuchte Giovanni das Diözesane Priesterseminar in Brescia. Am 9. Juli 1922 wurde er zum Priester geweiht. Er studierte weiter Philosophie, unter anderem an der Gregoriana. Am 30. Oktober 1924 trat er ins Noviziat der Jesuiten ein. 1929 wurde er als Dozent für das Seminar in Shkodra bestimmt, wo er zunächst Theologie, später auch Philosophie unterrichtete. 1932 kehrte er zunächst nach Italien zurück, wo er einige medizinische Behandlungen durchlief und in Mantua einen Lehrstuhl übernahm. 1942 kam er, inzwischen als Superior, erneut nach Albanien, zunächst als Professor nach Shkodra, bis er 1945 Vizeprovinzial der dortigen Jesuiten wurde, wodurch sich sein Wirkort nach Tirana verlagerte.
Am Abend des 31. Dezember 1945, nach dem „Te Deum“ zum Jahresabschluss, wurde er zusammen mit P. Daniel Dajani verhaftet. Unter falschem Vorwurf – die Staatssicherheit sah in den beiden Patres Anführer der „Albanischen Union“ und unterstellte, dass sie einige Seminaristen zu auch kirchenrechtlich unerlaubtem Handeln bewegt hätten – wurden am 22. Februar 1946 die Todesurteile für sie und weitere Angeklagte gesprochen. Am 2. März traf Enver Hoxhas Bestätigung der Urteile ein. Am 4. März 1946 wurde P. Giovanni Fausti zusammen mit P. Daniel Dajani, dem Priester Gjon Shllaku, dem Seminaristen Mark Çuni, dem Seminaristen Gjergj Bici und den drei Laien Gjelosh Lulashi, Qerim Sadiku und Gjon Vata auf der Müllhalde hinter dem katholischen Friedhof von Ramaj (nahe Shkodra) erschossen. Die Männer mussten sich an den Händen halten, die Leichen blieben danach aufeinander liegen.

## Wirken
P. Giovanni Fausti galt nicht nur als hervorragender Professor, sondern auch als Person, die sich „durch viel Kultur und Frömmigkeit auszeichnete“, wie es in albanischen Erinnerungen heißt. Besonderes Engagement zeigte er für den Dialog zwischen Christentum und Islam, dies als einer der Ersten im weiten Umfeld.

## Letzte Worte
Sich selbst und seine Mitverurteilten suchte er mit einem Psalmwort zu trösten: „Wir gehen ein in das Haus Gottes.“
Als letzte Worte sind überliefert: „Ich bin glücklich, dass mir der Tod jetzt in der Ausübung meiner Pflicht kommt. Grüßt die Jesuiten, die Diakone, Mitarbeiter im Apostolat und den Erzbischof von mir. Es lebe Christus, der König!“

## Seligsprechung
Die Seligsprechung von Giovanni Fausti und 37 weiteren Märtyrern fand am 5. November 2016 in Shkodra statt. Der Präfekt der Kongregation für die Selig- und Heiligsprechungsprozesse, Kardinal Angelo Amato, leitete im Auftrag von Papst Franziskus die Feierlichkeiten.